# لجنة البحوث التشريعية
لجنة البحوث التشريعية (LRC) هي وكالة تابعة لحكومة ولاية كنتاكي تدعم المجلس التشريعي للولاية، الجمعية العامة لولاية كنتاكي. أُنشِئَت اللجنة في عام 1948م، برئاسة نائب حاكم ولاية كنتاكي.
تتألف اللجنة من 16 مشرعاً، اُختيروا من قيادة مجلس نواب كنتاكي في مجلس شيوخ كنتاكي. يعمل رئيس مجلس الشيوخ في كنتاكي ورئيس مجلس النواب في كنتاكي كرئيسين مشاركين.
تجتمع الجمعية العامة في كنتاكي لمدة 60 يوماً فقط في السنوات ذات الأرقام الزوجية، ولمدة 30 يوماً في السنوات الفردية، لذلك تجتمع اللجان المؤقتة بين تلك الدورات تحت رعاية لجنة البحوث التشريعية.
وتزود اللجنة الجمعية العامة أيضاً بالموظفين والدعم البحثي، بما في ذلك طاقم عمل اللجان، وصياغة مشاريع القوانين، والإشراف على ميزانية الدولة وإصلاح التعليم، وإنتاج المواد التعليمية، وصيانة «مكتبة مرجعية» «وموقع على الإنترنت»، وإعداد وطباعة التقارير البحثية ونشرات إعلامية وصحيفة تشريعية، وتعمل الوكالة على أساس يومي.

## روابط خارجية
- هيئة البحوث التشريعية